# Jona Senilagakali
Jona Baravilala Senilagakali (ur. 8 listopada 1929, zm. 26 października 2011) – fidżyjski polityk, tymczasowy premier Fidżi po wojskowym zamachu stanu 5 grudnia 2006 - 5 stycznia 2007, były dyplomata, doktor medycyny.

## Edukacja i praca zawodowa
Senilagakali kształcił się w prowincjonalnej szkole w Lau. W latach 1945–1950 studiował medycynę. Po ukończeniu studiów, aż do 1963 pracował w służbie zdrowia. W 1964 podjął studia chirurgii ortopedycznej w Melbourne w Australii. Po powrocie na Fidżi w 1968 pracował jako chirurg w szpitalu w Labasie. W 1970 został wykładowcą akademickim. Od 1974 do 1978 był dyrektorem służb medycznych, a w latach 1978–1981 sekretarzem ds. opieki medycznej. W latach 1974–1979 i od 2005 do chwili obecnej zajmuje stanowisko przewodniczącego Stowarzyszenia Medycznego Fidżi.

## Kariera dyplomatyczna
W latach 1981–1983 Senilagakali sprawował funkcję konsula w Tokio, a następnie do roku 1985 funkcję konsula generalnego w Los Angeles. Przez krótki czas zajmował także stanowisko ambasadora przy międzyrządowej organizacji, Forum Wysp Pacyfiku. W 1987 został sekretarzem ds. zagranicznych na Fidżi.

## Premier
W wyniku wojskowego zamachu stanu na Fidżi, przeprowadzonego pod dowództwem Franka Bainimaramy 5 grudnia 2006, Senilagakali został wyznaczony na urząd premiera. Zastąpił na nim Laisenie Qarase, jednakże Wielka Rada nie uznała oficjalnie tego zdarzenia.